# Nedre Rotevaretjärn
Nedre Rotevaretjärn är en sjö i Jokkmokks kommun i Lappland och ingår i Luleälvens huvudavrinningsområde. Sjöns area är 0,03 kvadratkilometer och den befinner sig 300 meter över havet.